# Soul Shelter
Albums de Bojan Z
Humus
(2009) Tsscht
(2013)
Soul Shelter est un album du pianiste de jazz franco-serbe Bojan Z sorti en 2012 chez EmArcy. C'est le deuxième album du pianiste en solo, après Solobsession (2000). Sur cet album Bojan Z joue du piano et du « xénophone » (un Fender Rhodes raccordé à une pédale de distorsion).

## À propos de la musique
Le titre de l'album fait référence à « abri de l'âme », qui implique de « se protéger de l'état actuel du monde » pour pouvoir créer librement : « je suis affecté par l'état du monde, par les belles choses comme par les moins belles qui nous entourent. Chacun vit les événements de son époque à sa manière […] Dans mon cas, cela commençait à m'atteindre. […] À certaines périodes, clairement, je n'avais plus envie de faire de la musique. Si on ne se protège pas, on peut avoir l'impression que cela n'en vaut pas vraiment la peine. »
L'album a été enregistré à Sacile, dans la salle de concert de l'usine de fabrication de piano Fazioli, que Bojan joue depuis 2000. Ironiquement, l'usine est située près de la base d'où décollaient les avions de l'OTAN qui allaient bombarder Belgrade, la ville dont Bojan Z est originaire,.
Dix des morceaux de l'album sont des compositions originales. On y trouve les influences de Bojan Z : musique des Balkans et de Béla Bartók, musique baroque, swing, et des lignes virtuoses qui peuvent évoquer Keith Jarrett (Full Half Moon), des grooves soul-funk à la Ray Charles (Hometown), des intros à la Thelonious Monk (Bohemska).
L'album se termine par une reprise de Duke Ellington, On a Turquoise Cloud, jouée très proche de la version originale enregistrée le 22 décembre 1947 à New York, avec notamment Ray Nance et Johnny Hodges.

## Réception critique
L'album est salué par la critique (Le Temps, Qobuz, Citizenjazz.com). Ian Patterson (All About Jazz) attribue la note maximale à l'album, et souligne que « bien que Z soit un soliste à la technique impressionnante, Soul Shelter se définit plutôt par son intérêt pour la mélodie et le chant, et la virtuosité pianistique, par sa rareté, n'en est que plus puissante. La mélodie est toujours à la surface, même si c'est subrepticement par moments […] ».

## Liste des pistes
| No  | Titre                 | Musique        | Durée |
| --- | --------------------- | -------------- | ----- |
| 1.  | Full Half Moon        | Bojan Z        | 6:42  |
| 2.  | Sweet Shelter of Mine | Bojan Z        | 5:14  |
| 3.  | Hometown              | Bojan Z        | 5:34  |
| 4.  | Bohemska              | Bojan Z        | 2:57  |
| 5.  | Dad's Favorit         | Bojan Z        | 6:22  |
| 6.  | Sabayle Blues         | Bojan Z        | 5:38  |
| 7.  | Nedyalko's Eleven     | Bojan Z        | 6:32  |
| 8.  | Subways               | Bojan Z        | 1:35  |
| 9.  | 303                   | Bojan Z        | 3:04  |
| 10. | Sizuit Forever        | Bojan Z        | 4:55  |
| 11. | On a Turquoise Cloud  | Duke Ellington | 3:40  |

## Personnel
- Bojan Z : piano, Fender Rhodes